# فاکسلی
فاکسلی (به انگلیسی: Foxley) یک روستا و محله مدنی در بریتانیا است که در Breckland District واقع شده‌است. فاکسلی ۶٫۶۶ کیلومتر مربع مساحت و ۲۸۵ نفر جمعیت دارد.